# Heckler & Koch G11
Heckler & Koch G11 là loại súng trường tấn công với cấu hình bullpup thử nghiệm của Đức được phát triển từ những năm 1960 đến những năm 1980 trong dự án Gesellschaft für Hülsenlose Gewehrsysteme (Tổng hợp tác phát triển hệ súng trường không có vỏ đạn), một dự án được thực hiện bởi Heckler & Koch (thiết kế máy móc và cấu hình vũ khí), Dynamit Nobel (nghiên cứu thuốc súng và cấu hình đạn), Hensoldt Wetzlar (nghiên cứu hệ thống xác định mục tiêu và hệ thống nhắm quang học). Loại súng này sử dụng loại đạn không có vỏ. Tuy nhiên chương trình phát triển và trang bị loại súng này đã bị hủy bỏ vì nhiều lý do khác nhau.
G11 có chế độ bắn tự động và ba viên. Ở chế độ bắn ba viên tốc độ bắn sẽ rất cao các viên đạn sẽ được bắn khi độ giật của viên đạn thứ nhất còn chưa kịp tác động đến khẩu súng để làm nó bị lệch. Việc này giúp đảm bảo độ chính xác cao cho phép các viên đạn có thể đi cùng một đường đạn với độ phân rải hẹp nhằm gia tăng khả năng bắn trúng mục tiêu.

## Lịch sử phát triển
G11 bắt đầu được phát triển bởi hãng Mauser trong thập niên 1960, 1 phiên bản được hoàn thành, sử dụng đạn 4.75×21mm không vỏ được nạp từ băng đạn 10 viên xoắn ốc. Thiết kế bị từ chối bởi NATO và hãng Heckler & Koch (HK) nhanh chóng tiếp nhận dự án không lâu sau đó.
Trong khoảng thời gian thập niên 1970, hãng Industriewerke Karlsruhe (IWK) cũng đã thử thiết kế 1 phiên bản riêng biệt. Phiên bản G11 của IWK có 3 nòng, đạn được nạp bằng băng đạn tròn 51 viên dạng ổ xoay, súng có thể bắn 1 nòng 1 lần hoặc bắn cả ba nòng cùng 1 lúc. G11 của IWK bị hủy bỏ vì vấn đề trọng lượng và kích thước.
G11 của HK được phát triển nhằm thay thế cho súng trường G3 đang được sử dụng trong quân đội Tây Đức. Tháng 3 năm 1987, sau tổng cộng 14 bản thử nghiệm, G11 K1 bắt đầu quá trình sản xuất thử nghiệm, thiết kế tiếp tục được chỉnh sửa và phát triển lên G11 K2 carbine vào năm 1988. Thử nghiệm và được chấp nhận vào 1989, G11 K2 thể hiện được có độ chính xác cao hơn 50% so với G3. G11 được chấp nhận bởi Bundeswehr nhưng sau sự kiện tái thống nhất Đức, G11 bị hủy bỏ và thay thế bằng G36.
Một biến thể của G11 đã tham gia vào chương trình Súng trường hiện đại (Advanced Combat Rifle) của Mỹ vào đợt 3 năm 1989.

## Thiết kế
G11 sử dụng cơ chế nạp đạn bằng khí nén với cách hoạt động khá độc đáo, khoang chứa đạn sẽ xoay 90 độ trong mỗi lần nạp đạn. Vì hộp đạn gắn phía trên và dọc theo nòng súng, xạ thủ sẽ đẩy hộp đạn từ phía trước nòng súng ra phía sau. Các viên đạn sẽ đứng vuông góc với nòng súng vì thế chúng phải được xoay 90 độ trước khi có thể khai hỏa. Nút lên đạn nằm ở phía bên trái súng có dạng nút quay, sau khi xoay nửa vòng thì một đòn bẩy nối vào nút sẽ đẩy viên đạn xuống khoang chứa đạn và tách ra để nút lên đạn nối vào khoang chứa, khi xoay nửa còn lại thì khoang chứa đạn sẽ xoay 90 độ để nối với nòng súng và khóa lại sẵn sàng để bắn. Nếu đạn không nổ thì có thể xoay nút lên đạn tiếp để khoang chứa xoay tiếp 90 độ và chuẩn bị nạp viên đạn mới, viên đạn mới sẽ đẩy viên đạn cũ ra khỏi khoang chứa khi nó vào thế chỗ và viên đạn không nổ sẽ rơi xuống qua một khe nằm bên dưới. Khi bắn một lượng khí nén được trích ra để cho khoang chứa đạn và đòn bẩy hoạt động.
Một điểm thú vị khác của G11 là bộ khóa nòng, hệ thống trích khí, nòng và hộp đạn khi gắn vào là một khối thống nhất. Chúng sẽ chuyển động lùi về phía sau sau mỗi lần bắn để hấp thu độ giật và một lò xo lớn trong báng súng sẽ đẩy khối trở về chỗ cũ. Nút lên đạn sẽ không di chuyển theo khối này lúc bắn. Súng có các chế độ bắn khác nhau phát một, hai viên, ba viên và tự động. Với cơ chế bắn hai và ba viên thì độ lùi của khối sẽ được thiết lập sâu hơn vì khi viên đạn mới thì ngay thì ngay khi viên đạn mới được nạp vào khoang chứa đạn nó sẽ khai hỏa ngay lập tức mà không đợi hệ thống được đẩy trở về vị trí cũ do gia tốc khối lượng giúp cho khẩu súng đứng yên vẫn còn chưa bị độ giật của các viên đạn trước làm thay đổi. Độ lùi của khối ở các chế độ bắn này cũng khác nhau nếu bắn với chế độ ba viên thì hệ thống sẽ cho khối lùi tối đa để lò xo có thể hấp thu nhiều nhất có thể độ giật cộng hưởng của các viên đạn. Trong chế độ bắn tự động thì việc khai hỏa ngay lập tức bị vô hiệu hóa khiến cho tốc độ bắn giảm đi và hệ thống sẽ thiết lập cho khối lùi tối thiểu để giảm lực giật do quán tính của khối tạo khi kết thúc chu kỳ lùi.
Nếu so sánh thì cách hoạt động khối lùi này khá giống AN-94 nhưng AN-94 lại phức tạp hơn do nó cần phải nhả vỏ đạn, bù lại G11 lại có vấn đề với việc tản nhiệt cho cơ chế hoạt động và đạn không có vỏ này dẫn đến việc các viên đạn đôi khi nổ tung trong súng trở nên thường xuyên khi súng bắn hơi lâu. Việc nhả vỏ đạn cũng là một trong nhiều cách tản nhiệt cho súng vì một lượng lớn nhiệt do thuốc súng tạo ra khi bắn sẽ được giữ ở vỏ đạn và chúng sẽ được đẩy ra ngoài, còn khi không có vỏ thì tất cả nhiệt lượng sẽ truyền thẳng vào các bộ phận của súng khiến súng nóng lên rất nhanh nếu không có cơ chế tản nhiệt phù hợp. Chính vì lý do này mà G11 phải có thời gian nghỉ sau khi bắn hết một băng đạn. Để giảm tỉ lệ việc đạn bị nổ trong súng một loại thuốc đạn không vỏ mới đã được phát triển sử dụng nitrocellulose thay cho hexogen để nó cháy chậm hơn và bọc một lớp mỏng hợp chất đặc biệt để cách nhiệt cũng như tăng sức chịu nhiệt của viên đạn lên đến khoảng 100 độ. Tuy nhiên ngoài việc bị quá tải nhiệt và đạn bị nổ thì thiết kế không có bất kỳ khe hở nào khiến loại súng này trở nên rất đáng tin khi sử dụng trong môi trường bụi đất cũng như cần ít thời gian làm sạch hơn.
Hộp đạn gắn phía trên và dọc theo nòng súng có thể chứa 50 viên đạn sau đó giảm xuống còn 45 viên do vấn đề tản nhiệt, khá nhiều nếu so với các loại súng khác có cùng kích thước. Do không có vỏ, kích thước nhỏ cũng như thuốc súng được ép dưới dạng hình chữ nhật nên tiết kiệm được không gian trống không cần thiết. Mẫu nâng cấp có thêm hai rãnh ở hai bên rãnh gắn hộp đạn chính để gắn các hộp đạn dự trữ cũng như có thể gắn thêm lưỡi lê cùng chân chống phía bên dưới. Hệ thống nhắm cơ bản của G11 là hệ thống nhắm quang học 1X.

## Một vài ảnh

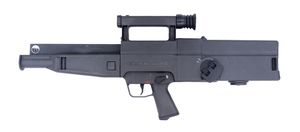
G11 ACR
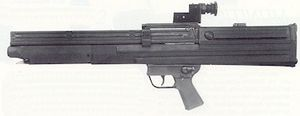
G11 bản thử nghiệm thứ 3
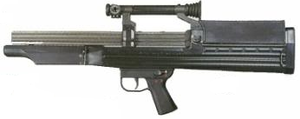
G11 bản thử nghiệm thứ 5
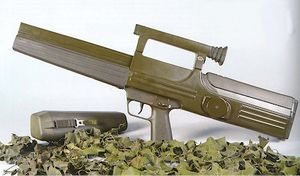
G11 bản thử nghiệm thứ 13
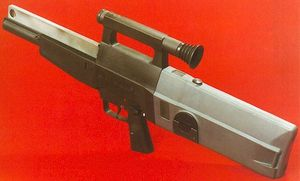
G11 bản thử nghiệm thứ 14
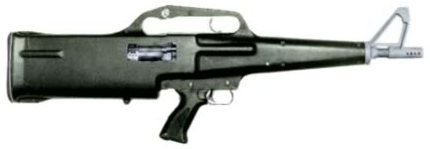
G11 phát triển bởi Mauser
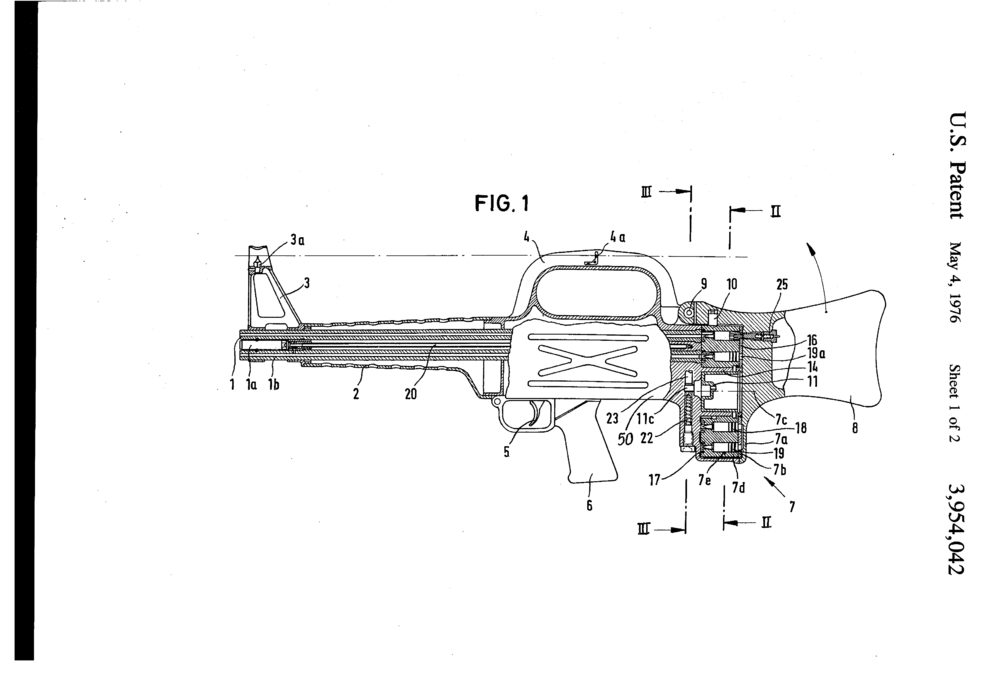
Bản thiết kế G11 của IWK